# Брэдшо, Джон
Джон Брэ́дшо (англ. John Bradshaw; 1602, Ланкастер — 31 октября 1659) — английский юрист и политический деятель.

## Биография
Джон Брэдшо родился в 1602 году в Ланкастере.
Во время английской революции примкнул к парламенту, который в 1646 году назначил его комиссаром большой печати, а в 1649 году — лордом-президентом суда, присудившего Карла I к смертной казни. В награду он получил от парламента богатые поместья и звание канцлера герцогства Ланкастерского. Затем он был президентом Государственного совета республики и 20 апреля 1653 года протестовал против роспуска его Оливером Кромвелем. Во время господства последнего Джон Бредшо принадлежал к республиканской оппозиции; после смерти Кромвеля он снова вступил в Государственный совет, но уже в 1659 году умер.
Брэдшо погребён в Вестминстерском аббатстве; но после реставрации Карла II труп его был вырыт, обезглавлен и зарыт под виселицей.

## Память
- Образ Брэдшо был создан актёром Стрэтфордом Джонсом в историческом фильме «Кромвель».